# Дашівська селищна територіальна громада
Дашівська селищна територіальна громада — територіальна громада в Україні, в Гайсинському районі Вінницької області (від 2020). Адміністративний центр — селище Дашів.
Площа громади — 235,36 км², населення — 8313 мешканців (2018).

## Історія
Утворена 13 червня 2016 року шляхом об'єднання Дашівської селищної ради та Білківської, Кальницької, Кантелинської, Копіївської, Купчинецької сільських рад колишнього Іллінецького району.
12 червня 2020 року Дашівська селищна громада утворена у складі Дашівської селищної ради та Білківської, Городоцької, Кальницької, Кантелинської, Китайгородської, Копіївської, Криштопівської, Купчинецької, Леухівської, Росоховатської, Слободищенської сільських рад Іллінецького району.
19 липня 2020 року, в результаті адміністративно-територіальної реформи і ліквідації Іллінецького району, громада увійшла до складу Гайсинського району.

## Населені пункти
До складу громади входять 4 селища (Вербівка, Гадаї, Дашів і Криштопівське) та 20 сіл: Білки, Волошкове, Городок, Іванівка, Кальник, Кам'яногірка, Кантелина, Китайгород, Копіївка, Криштопівка, Купчинці, Леухи, Олексіївка, Петро-Марківка, Привільне, Росоховата, Слободище, Чортория, Шабельня та Яструбинці.